# Сакадаґіано
Сакадаґіано (груз. საქადაგიანო) — село в Грузії.
За даними перепису населення 2014 року в селі проживає 1268 осіб.